# Signy (nome)
Signy  è un nome proprio di persona scandinavo femminile.

## Varianti
- Femminili: Signe[1]

## Origine e diffusione
È la forma scandinava moderna del nome norreno Signý, che è composto dalle radici sigr ("vittoria") e ný, "nuovo". Il primo elemento è comune anche ad altri nomi, quali Sigrid, Sigfrido, Sigismondo, Sigrun, Sixten e Sigurd, mentre il secondo si ritrova in Dagny.
Nella mitologia norrena, Signe era la sorella gemella di Sigismondo e moglie di Siggeir.

## Onomastico
Il nome è adespota, ovvero non è portato da alcuna santa. L'onomastico ricade dunque il 1º novembre, giorno di Ognissanti.

## Persone

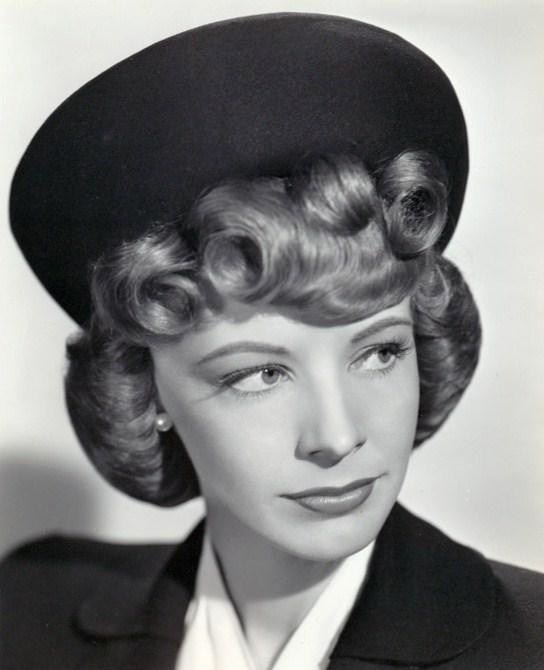
Signe Hasso

### Variante Signe
- Signe Toly Anderson, cantante statunitense
- Signe Baumane, animatrice e scrittrice lettone
- Signe Hasso, attrice svedese naturalizzata statunitense